# 豊前国人一揆
豊前国人一揆（ぶぜんこくじんいっき）は、安土桃山時代に豊前国で発生した国人一揆。

## 概要
豊臣秀吉による九州国分によって、豊前国は北半を毛利勝信、南半を黒田孝高が領有することになった。秀吉の九州征伐の際、旧来の国人衆のうち秀吉に臣従の姿勢を示した者の多くは本領を安堵されたものの、その実態は国人衆の予想には反するものであった。すなわち従来の権益がそのまま守られると考えた国人衆に対し、実際には毛利・黒田両家の配下となって俸禄として領地が割り当てられたにすぎず、それまで持っていた広範な施政権は認められることはなかった。このことに対して国人たちの間で不満がたまり、1587年（天正15年）10月ついに豊前国最大規模の国人領主である城井氏が城井谷城に立て籠もって反乱の姿勢を明確にするに及んで、豊前国中で大規模な国人一揆が発生することになった。
しかし、いわばもともとそれぞれが独立国家といえる国人衆は互いに連携したり組織的・戦略的な戦いを進めることはなかった。一揆勢のいわば盟主たる城井氏であっても一揆全体を統括したり指揮したりする立場にはなかったし、命令したところで強制力を持ち得なかったのである。このため一揆勢は各個撃破されていき、城井氏の降伏によって終焉をむかえた。さらに謀略によって城井氏が滅ぼされたことで、名実ともに豊前国人一揆は鎮圧された。
なお、一揆の直前に孝高が豊前国内で検地を実施した形跡があり、佐々成政の所領となった肥後国で発生した肥後国人一揆との共通性が指摘されている。しかし、この一揆の場合は、肥後の一揆と異なって周辺諸大名を動員することなく迅速に鎮圧されており、この対応の差によって佐々成政が切腹させられたのに対して黒田孝高らが責任を問われなかったとみられている。
また、この一揆には城井氏と同族の宇都宮氏一族でも全ての家が参加していたわけでもなく（例えば下毛郡・長岩城の野仲氏は参加したが、宇佐郡・青山城の佐田氏は参加しなかった）、宇都宮氏一族以外でも参加した家があった（例えば田川郡・岩石城の佐々木氏は参加したが、宇佐郡・時枝城の時枝氏は早くから黒田氏に臣従しており一揆の討伐にあたった）。